# Андрюшина, Татьяна Сергеевна
Татьяна Сергеевна Андрюшина (род. 26 июня 1990 года в Воскресенске Московской области, РСФСР, СССР) — российская фехтовальщица на шпагах, чемпионка мира 2013 года, мастер спорта России международного класса, шпажистка СШОР по фехтованию города Химки и ЦСКА (капитан). Фехтует правой рукой.
Фехтованием начала заниматься в 2002 году .В 2005 году была включена в сборную команду России по фехтованию. Училась в СГАФКСиТ.
Бронзовый призёр первенства мира по фехтованию среди юниоров (2010) в командном зачёте, бронзовый призёр Кубка России (2009, 2010, 2016) и чемпионата России (2009, 2010), серебряный призёр чемпионата России (2014), бронзовый призёр этапов гран-при в Гаване (2013) и Будапеште (2015, 2016), бронзовый призёр этапа Кубка мира в Леньяно (2016), победитель Кубка Европы (2013), серебряный призёр кубка Европы (2016), победитель первенства Европы среди кадетов (2007) в командном зачёте, бронзовый призёр первенства Европы среди юниоров (2009) в командном зачёте. На летней Универсиаде 2011 года заняла третье место в командном зачёте. Победитель и серебряный призёр военных игр в Корее (2015).
На чемпионате мира 2013 года в Будапеште выиграла золотую медаль в командном зачёте. В 2019 году завоевала серебряные медали чемпионатов мира и Европы в командном турнире.